# Thaddeus Stevens
Thaddeus Stevens (ur. 4 kwietnia 1792 w Danville, zm. 11 sierpnia 1868 w Waszyngtonie) – amerykański polityk i abolicjonista.

## Życiorys
Urodził się 4 kwietnia 1792 w Danville. Ukończył Peacham Academy, a następnie University of Vermont. W 1815 roku przeniósł się do Pensylwanii, a rok później został przyjęty do palestry i rozpoczął prywatną praktykę prawniczą w Gettysburgu. Będąc naocznym świadkiem systemu niewolniczego, rozwinął u siebie do niego awersję i występował jako adwokat uciekinierów bez pobierania zapłaty. W latach 1833–1841 pełnił funkcje w legislaturze stanowej z ramienia Partii Antymasońskiej. Opowiadał się wówczas za ulepszeniami wewnętrznymi i publicznymi szkołami, natomiast sprzeciwiał się wolnomularzom, właścicielom niewolników i sojusznikom Andrew Jacksona. W 1842 przeniósł się do Lancasteru, a siedem lat później został wybrany do Izby Reprezentantów, z ramienia Partii Wigów. Pełniąc tę funkcję popierał podwyższenie taryf celnych i oponował przeciwko systemowi niewolnictwa zawartemu w kompromisie z 1850 roku.
W połowie lat 50. XIX wieku wstąpił do nowo utworzonej Partii Republikańskiej, która głosiła hasła abolicjonistyczne. Z jej nominacji, w 1859 roku został ponownie wybrany do izby niższej, w której zasiadał aż do śmierci. Po wojnie secesyjnej był jednym z najbardziej aktywnych członków Radykalnych Republikanów i domagał się sprawiedliwości dla Afroamerykanów. Objął nieformalne przewodnictwo w Izbie Reprezentantów i wykluczył z obrad polityków z Południa, a także odegrał istotną rolę w opracowaniu XIV poprawki do Konstytucji i planie rekonstrukcji kraju. Ponieważ opowiadał się za zbrojną okupacją Południa, a prezydent Andrew Johnson był temu przeciwny, Stevens wszczął procedurę jego odwołania. Przez cały czas trwania procesu, Stevens nalegał, by plantacje na Południu zostały odebrane ich właścicielom, część ziemi została podzielona między wyzwoleńców, a wpływy z salda miały zostać wykorzystane na spłatę narodowego długu wojennego (plan ten jednak nie uzyskał aprobaty w Kongresie).
Podupadłszy na zdrowiu, poprosił by po śmierci pochować go wraz z czarnoskórymi Amerykanami na cmentarzu w Lancaster. Zmarł 11 sierpnia 1868 w Waszyngtonie. Na jego nagrobku wyryto jego własne zdanie, mówiące o „równości wszystkich ludzi wobec Stwórcy”.